# チャンパ王
チャンパ王（ちゃんぱおう）は、チャンパの君主。

## 名称
チャンパ王は「ラージャディラージャ」（サンスクリット語: राजाओं का राजा, ラテン文字転写: Raja di Raja、諸王の王）、1474年以降は「ポータナーラーヤ」（サンスクリット語: भूमि का स्वामी, ラテン文字転写: Po Tana Raya、全域の支配者）といったヒンドゥー由来の称号を段階的に用いた。クシャトリヤに属する連合統治者の個々の王号も「ジャヤ」（サンスクリット語: जय, ラテン文字転写: Jaya、勝利）、「マハー」（サンスクリット語: महा, ラテン文字転写: Maha、偉大な）、「シュリ」（サンスクリット語: श्री, ラテン文字転写: Sri、聖なる）といった前称と「バドラ」、「ヴィクランタ」、「ルドラ」、「シンハ」、「インドラ」、「パラメーシュヴァラ」、「ハリ」といった神々の名前などに「ヴァルマン」（サンスクリット語: वर्मा, ラテン文字転写: varman、守護者）の後称を組み合わせたヒンドゥー名を名乗った。チャムはヒンドゥー名を名乗ったが、現存するチャム碑文に記されたものを除いてチャンパ王の元の名は伝わっていない。
1693年にパーンドゥランガが広南阮氏の侵攻を受け、阮氏に従属する順城鎮となると、それまでチャム王が直接支配していた中部高原も行政面で人頭税を徴収するのみの役割となった。1832年に順城鎮が阮朝越南によって改土帰流された後もチャムの徴収官は中部高原の山地民から「チャム王」と呼ばれたという。

## 参考資料
- 吉本康子「新江利彦 著『ベトナムの少数民族定住政策史』風響社 2007年 438ページ」『東南アジア －歴史と文化－』第2009巻第38号、東南アジア学会、2009年5月30日、222-225頁、doi:10.5512/sea.2009.38_222、NAID 40016732863。